# Iwan Gonta
Iwan Gonta, ukr. Іва́н Ґо́нта (ur. 1705 w Rososzkach, zm. 1768 w Serbach) – setnik nadwornej milicji magnata Franciszka Salezego Potockiego, w 1768 jeden z przywódców powstania chłopskiego na Ukrainie Prawobrzeżnej, tzw. koliszczyzny.

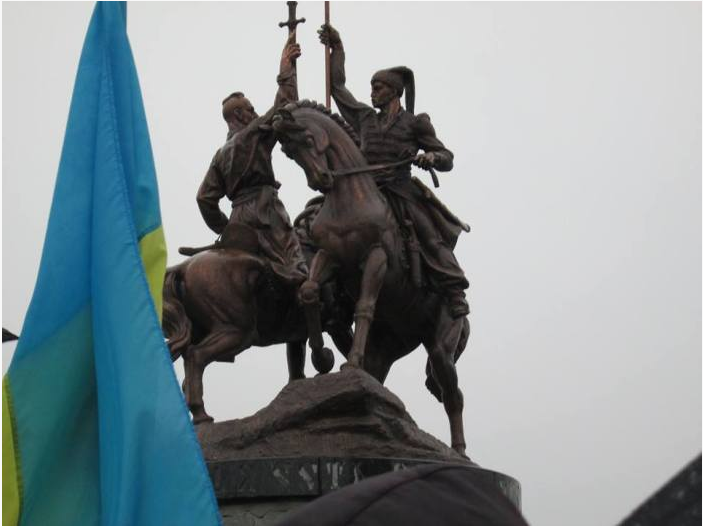
Pomnik Gonty i Źeleźniaka w Humaniu z 2015 roku

## Życiorys
Syn ruskiego chłopa spod Humania. Był setnikiem nadwornej milicji wojewody kijowskiego Franciszka Salezego Potockiego, od którego otrzymał w dzierżawę swoją rodzinną wieś oraz Oradówkę.
Według wspomnień Weroniki Krebsowej, córki zarządcy Humania Rafała Mładanowicza, uratowanej przez Gontę podczas rzezi humańskiej, „on nie tylko mówił, ale także pisał pięknie po polsku, a jego wychowanie było takie, że teraz można uznać go za szlachcica”. Franciszek Salezy Potocki miał zamiar nobilitować Gontę.
Razem z dowodzonym przez siebie oddziałem zamiast bronić Humania zdradził Potockiego i dołączył do hajdamaków Maksyma Żeleźniaka. Po rzezi w Humaniu dokonanej 21 czerwca 1768, w której mordowano szlachtę, Żydów oraz kler rzymskokatolicki i unicki, chłopi ruscy ogłosili go księciem humańskim.
7 lipca (27 czerwca s.s) 1768 pojmany przez Rosjan podstępem (podczas pozornej fraternizacji uczestników koliszczyzny z Kozakami dońskimi – żołnierzami Imperium Rosyjskiego) wraz z 65 Kozakami zaporoskimi (poddanymi Rosji) i 780 Kozakami poddanymi polskimi przez przybyłych pod Humań Kozaków dońskich – rosyjskich żołnierzy generała Kreczetnikowa, został wydany staroście halickiemu Franciszkowi Ksaweremu Branickiemu i stracony po torturach (obdarty ze skóry i poćwiartowany żywcem) we wsi Serby (obecnie Hontiwka) koło Mohylowa.

## Upamiętnienie postaci na Ukrainie
Na Ukrainie jego postać otoczona jest szacunkiem, w m.in. miastach: Lwowie, Kijowie, Żytomierzu, Czerniowcach, Dubnie, Winnicy a także w samym Humaniu istnieją ulice jego imienia. W Kijowie ponadto działa organizacja jego imienia – „Fundacja na rzecz konsolidacji państwowości Ukrainy Iwana Gonty”. W Chrystynówce wzniesiono jego pomnik. Podczas odsłonięcia pomnika w Chrystynówce mer Mykoła Nakoneczny podkreślił, że pomnik Gonty będzie przypominał Ukraińcom, że powinni walczyć o ojczystą ziemię z jej ciemiężcami.
Iwan Gonta jest bohaterem poematu Tarasa Szewczenki pt. Hajdamacy (1841).